# أكاديمية المنظمة العالمية للملكية الفكرية

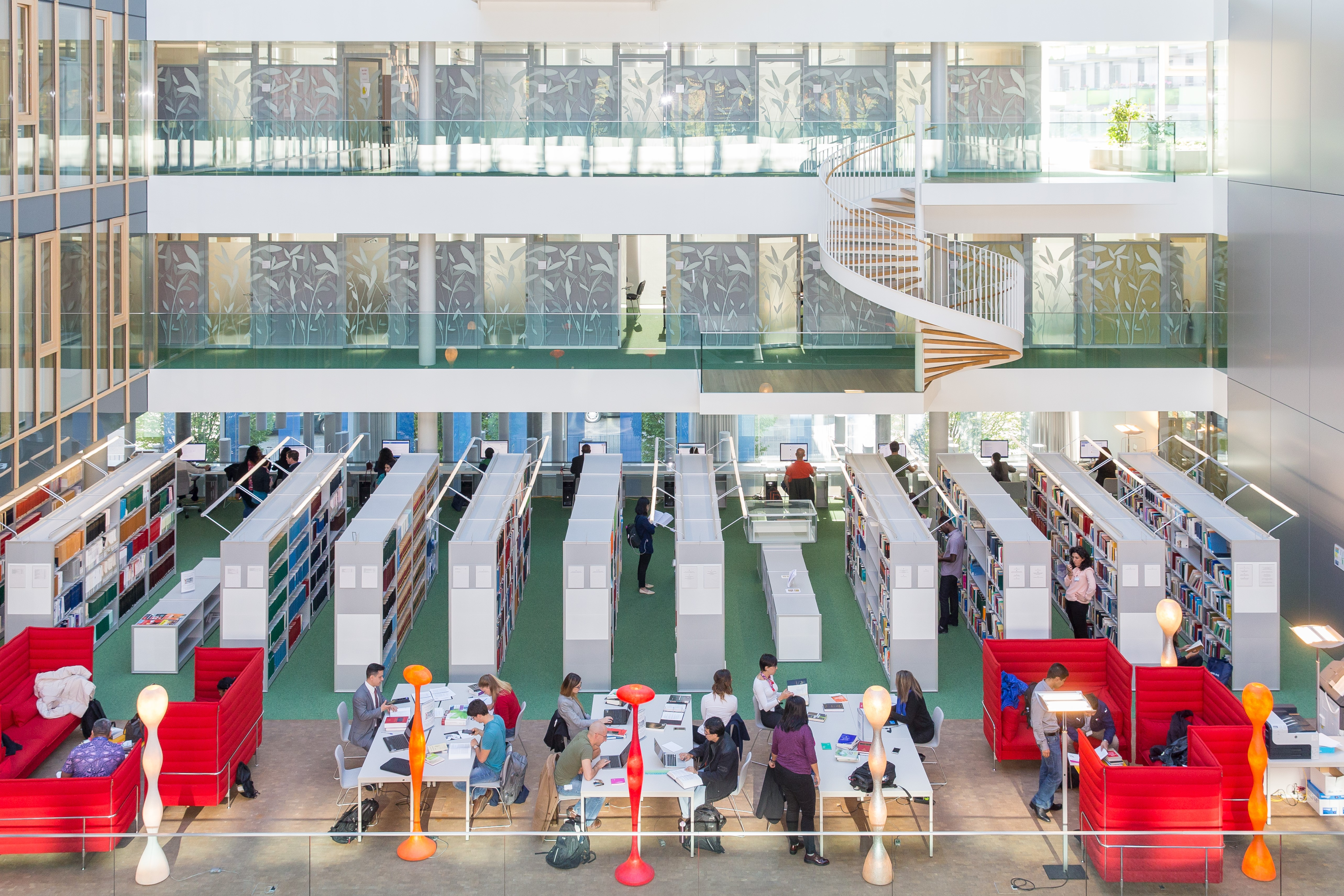
طلاب ماجستير القانون (LL. M.) في الملكية الفكرية مقدمة بالاشتراك مع أكاديمية المنظمة العالمية للمنظمة الفكرية وجامعة تورينو في زيارة دراسية في عام 2017.

أكاديمية المنظمة العالمية للملكية الفكرية هي الساعد التدريبي للمنظمة العالمية للملكية الفكرية، وقد تأسست في 1998. توفّر الأكاديمية التعليم والتدريب وبناء المهارات في مجال الملكية الفكرية للمسؤولين الحكوميين والمخترعين والمبدعين والمهنيين في مجال الأعمال والشركات الصغيرة والمتوسطة، بالإضافة إلى الأكاديميين والطلاب والأفراد المهتمين بالملكية الفكرية ، كما تعقد الأكاديمية دورات في الملكية الفكرية من خلال برامجها الستة وهي: برنامج التطوير المهني، والشراكات الجامعية، والتعليم عن بعد، والمدارس الصيفية، وتدريب الطلاب والمعلمين.

## التدريب التنفيذي
أطلق برنامج التدريب التنفيذي عام 2024، وهو مصمم لرواد الأعمال والمبتكرين ومدراء الأعمال التنفيذيين والمهنيين في مجال الملكية الفكرية، وللمسؤولين الحكوميين الذين يسعون لتطوير معرفتهم ومهاراتهم العملية في مجال الملكية الفكرية من أجل تسخير إمكاناتهم الابتكارية والإبداعية لتلبية احتياجاتهم المهنية أو التجارية. ومن خلال العمل مع المؤسسات الشريكة في جميع أنحاء العالم، تزود هذه البرامج المكثفة التي تمتد لأسبوع واحد المشاركين بالأدوات والمهارات العملية في مجال الملكية الفكرية لتطوير الملكية الفكرية واستخدامها وإدارتها كأداة للنمو والتنمية.

## التطوير المهني والتعليم عن بعد
يقدم برنامج التطوير المهني تدريباً متخصصاً في الملكية الفكرية للمسؤولين الحكوميين، كما يمكّن برنامج التعليم عن بعد الوصول لدورات الملكية الفكرية على المستويين العام والمتقدم باللغات الرسمية الست للأمم المتحدة وهي (اللغة الإنجليزية، والفرنسية، والإسبانية، والعربية، والروسية، والصينية) بالإضافة إلى اللغة البرتغالية، وتغطي الدورات المقدّمة مجالات رئيسية لنظرية الملكية الفكرية مثل حقوق التأليف والنشر والعلامات التجارية، وإدارة الملكية الفكرية العملية وسياستها ومهاراتها، وهنالك الدورات العامة للملكية الفكرية مثل (DL-101) والتي يمكن لذوي الإعاقات البصرية الوصول إليها بكل سهولة، كما تقدم بعض دورات DL بما في ذلك DL-101 بأكثر من عشر لغات وذلك نتيجة لقيام بعض الدول بتخصيص الدورات التدريبية وترجماتها. 
عام 2018، أطلقت أكاديمية ويبو برنامج "الملكية الفكرية للشباب والمعلمين" لدعم واضعي المناهج الدراسية الوطنية وواضعي السياسات التعليمية والمعلمين لدمج تعليم الملكية الفكرية والإبداع والابتكار في المدارس الابتدائية والثانوية، حيث يتم منح المبتكرين والمبدعين ورواد الأعمال الشباب من مستخدمي نظام الملكية الفكرية لقب "السفراء الشباب للملكية الفكرية" من الويبو حتى يتمكنوا من إلهام الشباب الآخرين للسير على خطاهم. 

## شراكات الجامعات ومدارس المنظمة العالمية للملكية الفكرية الصيفية

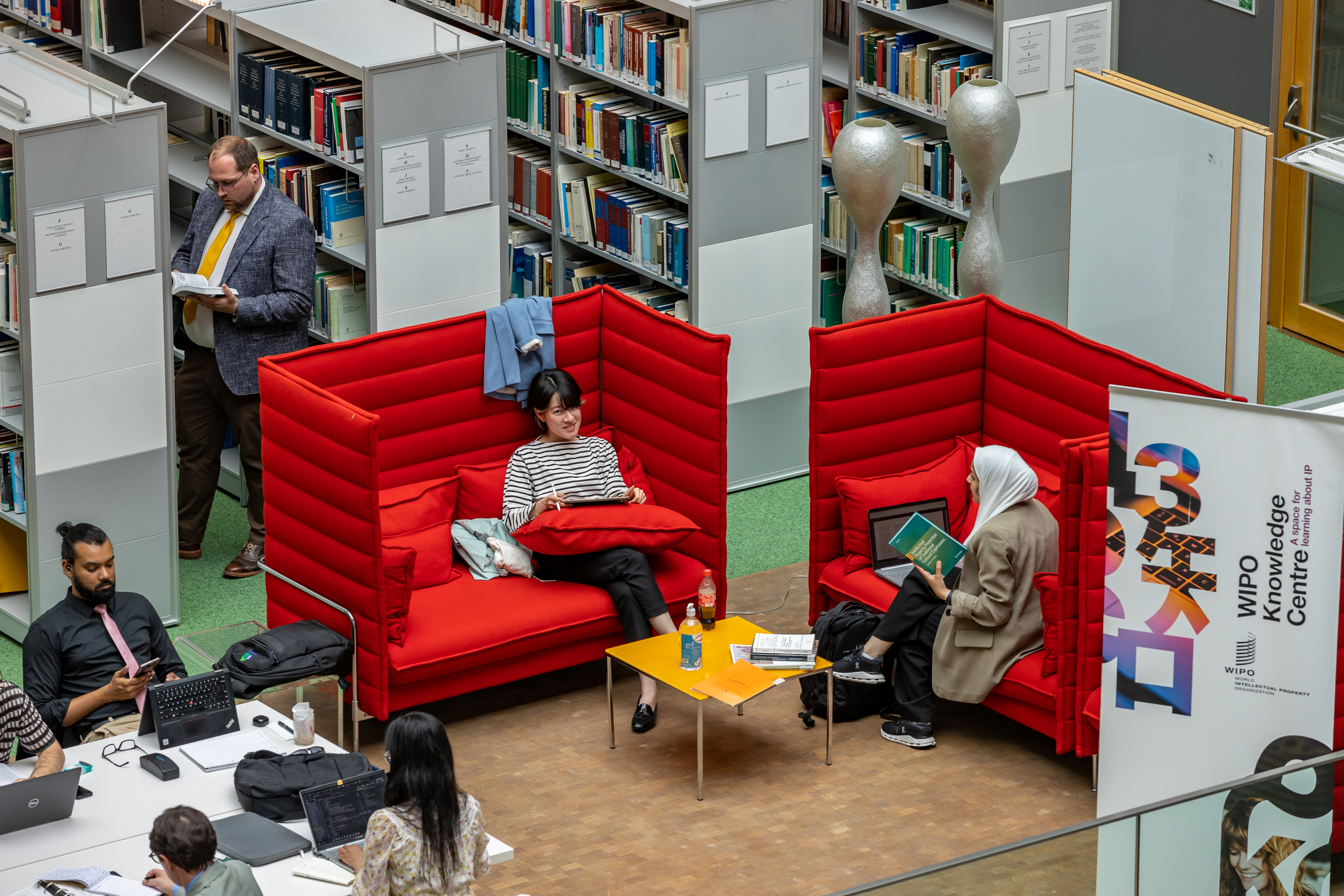
مكتبة ويبو في جنيف

تتعاون أكاديمية المنظمة العالمية للملكية الفكرية مع الجامعات لإتاحة الوصول للتعليم العالي في تخصص الملكية الفكرية، ولا سيما للبلدان النامية والبلدان الأقل نمواً والبلدان التي تمر بمرحلة انتقالية. وينصب تركيز الأكاديمية على سلسلة من برامج درجة الماجستير المقدمة باللغة الإنجليزية والفرنسية والإسبانية، كما اُعتمدت تلك البرامج بالشراكة مع جامعات عالمية مثل جامعة إفريقيا، وجامعة أنقرة، جامعة ياغيلونيا, وكلية السياسة العامة والسياسة في معهد كوريا للتنمية، وجامعة تونغجي، وجامعة سان أندرياس، جامعة تورينو, وجامعة سنغافورة للعلوم الاجتماعية، وجامعة آي إي، والجامعة الوطنية للقانون (دلهي)، جامعة أم القرى، Maqsut Narikbayev University، وجامعة نزوى، جامعة محمد السادس متعددة التخصصات التقنية, وجامعة يوندي الثاني.
وفي إطار برنامج الشراكات الجامعية، تنظم الأكاديمية عدداً من الندوات والمؤتمرات للأكاديميين والباحثين والمعلمين في مجال الملكية الفكرية، بما في ذلك ندوات المنظمة العالمية للملكية الفكرية ومنظمة التجارة العالمية لمعلمي الملكية الفكرية.

## مؤسسات التدريب في مجال الملكية الفكرية
يدعم برنامج مؤسسات التدريب في مجال الملكية الفكرية (IPTIs) الدول في إنشاء مراكز تدريب خاصة بها في مجال الملكية الفكرية لتلبية احتياجاتها المحلية في مجال التدريب وبناء المهارات في مجال الملكية الفكرية بطريقة قابلة للتطوير وفعالة من حيث التكلفة. وتشمل مجالات الدعم الرئيسية لبرنامج مؤسسات التدريب في مجال الملكية الفكرية IPTIs إنشاء مؤسسات تدريب جديدة في مجال الملكية الفكرية، وتنفيذ مشاريع مشتركة مع مؤسسات التدريب القائمة في مجال الملكية الفكرية، وتقديم خدمات جماعية لهذه المؤسسات، بدءاً من الربط الشبكي إلى تقديم الدورات التدريبية في مجال الملكية الفكرية

## روابط خارجية
- Official website